# Кладник (Кумровец)
Кладник (хрв. Kladnik) је насељено место у општини Кумровец, Крапинско-загорска жупанија, Хрватска.

## Историја
До територијалне реорганизације у Хрватској била је у саставу старе општине Клањец.

## Становништво
Према попису становништва из 2001. у насељу је живјело 186 становника. и 60 породичних домаћинстава.